# Frédéric Meyrieu
Frédéric Meyrieu (født 9. februar 1968 i La Seyne-sur-Mer, Frankrig) er en fransk tidligere fodboldspiller (midtbane).
Meyrieu tilbragte størstedelen af sin karriere i hjemlandet, hvor han repræsenterede blandt andet RC Lens, FC Metz og Bordeaux. Han spillede også et enkelt år i schweizisk fodbold, hos FC Sion.
Meyrieu var i sin tid hos Marseille med til at vinde både det franske mesterskab og pokalturneringen Coupe de France i 1989. Hos FC Sion vandt han i 1997 både det schweiziske mesterskab og landets pokaltitel.

## Titler
Ligue 1
- 1989Marseille

Coupe de France
- 1989 med Marseille

Schweiziske Super League
- 1997 med Sion

Coupe de Suisse
- 1997 med Sion